# Schulz-Kirchner Verlag

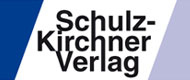
Logo

Die Schulz-Kirchner Verlag GmbH beschäftigt sich mit der Publikation von Druckerzeugnissen zu medizinisch-therapeutischen Themenkreisen. Sie wurde 1984 mit Sitz im hessischen Idstein gegründet. Zur Programmkonzeption gehörte von Anfang an das Bestreben, Wissenschaft zu vermitteln. In den ersten Jahren veröffentlichte der Schulz-Kirchner Verlag wissenschaftliche Literatur mit den Schwerpunkten Wirtschaft, Geschichte und Soziales.
Ende der 1980er-Jahre orientierte sich der Verlag sukzessive in Richtung Gesundheit. Mit Übernahme der Herstellung und Veröffentlichung unter anderem der Fachzeitschrift ERGOTHERAPIE UND REHABILITATION, Mitteilungsorgan des Deutschen Verbandes Ergotherapie e. V. (DVE) wurde der Grundstein für eine Neuausrichtung des Programmprofils in ein Fachgebiet gelegt, das mittlerweile zur Kernkompetenz gehört: die Veröffentlichung von Gesundheitsliteratur. Hauptzielgruppe für die Fachpublikationen sind therapeutische Berufsgruppen im Bereich der Ergotherapie, Logopädie und Physiotherapie.
Seit Januar 2024 hat der Schulz-Kirchner Verlag sein Sortiment und seine inhaltlichen Schwerpunkte durch die Übernahme des „Fachhochschulverlags – Der Verlag für angewandte Wissenschaften“ aus Frankfurt erweitert. Der Fachhochschulverlag mit seinen Ratgebern für schwierige Lebenslagen (insbesondere bei Arbeitslosigkeit, Existenzsicherung, Migration und Sucht) und Büchern zur Praxis und Geschichte der sozialen Arbeit ist seitdem ein Imprint der Schulz-Kirchner Verlag GmbH.
Der Schulz-Kirchner Verlag ist ein Medienunternehmen mit 22 festen und mehreren freien Mitarbeitern. Das Sortiment umfasst insgesamt über 1000 bislang veröffentlichte Buchtitel. Rund ein Viertel davon wird zusätzlich als E-Book produziert. Der Verlag publiziert circa 30 Neuerscheinungen pro Jahr.

## Kooperationen
Außer mit Autoren arbeitet der Schulz-Kirchner Verlag auch mit Berufsverbänden, Hochschulen und Stiftungen zusammen. Hierzu gehören unter anderem der Deutsche Verband Ergotherapie e.V. (DVE), der ErgotherapeutInnen-Verband Schweiz (EVS), der Berufsverband ErgotherapeutInnen Österreichs ergoaustria, die Deutsche Gesellschaft für Sprachheilpädagogik (dgs), der PFAD Bundesverband der Pflege- und Adoptivfamilien und die Stiftung zum Wohl des Pflegekindes.
Um die Akademisierung der Therapieberufe in Deutschland zu fördern, stiftet der Schulz-Kirchner Verlag in Zusammenarbeit mit dem Deutschen Verband Ergotherapie e.V. den „Innovationspreis Ergotherapie“. Ziel dieser gemeinsamen Initiative ist die Förderung und Unterstützung von erfahrungswissenschaftlichen Ansätzen zu einem Theorie-/Praxiskonzept der Ergotherapie. Preisgekrönte Arbeiten werden im Schulz-Kirchner Verlag veröffentlicht.

## Belege
1. ↑  Dr. Ullrich Schulz-Kirchner: Website Schulz-Kirchner Verlag GmbH. In: Wikipedia. Schulz-Kirchner Verlag GmbH, 2024, abgerufen am 1. März 2024.
2. ↑  Dr. Ullrich Schulz-Kirchner: Imprint: Fachhochschulverlag im Schulz-Kirchner Verlag. In: Fachhochschulverlag. Schulz-Kirchner Verlag GmbH, 1. Januar 2024, abgerufen am 1. Januar 2024.
3. ↑  FACHHOCHSCHULVERLAG
4. ↑  Innovationspreis Ergotherapie 2024. DVE, 4. April 2023, abgerufen am 14. März 2024.